# Manifiesto del sonido
El manifiesto del sonido, conocido también como Statement of  Sound en inglés, es un manifiesto que escribieron, Serguéi Eisenstein, Vsévolod Pudovkin y Grigori Aleksándrov, cineastas de la Unión Soviética, en el año 1928, como respuesta a la nueva incorporación que el cine había adquirido en Estados Unidos: el sonido. 
Aquí expresan su emoción por la nueva adquisición del cine, así como su preocupación respecto del sonido como un arma de doble filo, si su uso no era el correcto.

## Sobre el manifiesto
En 1928, la Unión Soviética aún no contaba con los recursos técnicos necesarios para un buen manejo del sonido en el cine, pero aun así los realizadores enumeraron algunas consideraciones teóricas considerando que el nuevo progreso se estaba llevando por mal camino, ya que un mal uso -en su opinión- de las posibilidades de la nueva mejoría técnica podría estorbar el desarrollo del cine arte, así como erradicar su expresividad auténtica.
En el manifiesto, el montaje es considerado como el medio fundamental por el que el cine contemporáneo alcanza la impresión del espectador mediante sus imágenes visuales. El sonido debía ser utilizado para el perfeccionamiento del montaje.
“El éxito universal de los filmes soviéticos se debe en gran parte a un cierto número de principios del montaje”.
Los únicos factores que los realizadores consideraban importantes para el desarrollo futuro del cine eran aquellos con el fin de reforzar las invenciones del montaje para producir un efecto sobre el espectador, que según su análisis, el cine en color mostraba un escaso interés hacia esto.
Los realizadores tenían una escéptica predicción sobre el uso del sonido en la industria cinematográfica, apuntando a que habría un primer período donde éste se limitaría a la mera curiosidad del público, dándole la ilusión de que realmente escuchaban al actor. Denunciaban que el uso del sonido sufriría una explotación comercial con el único fin de entretener de mejor manera a las masas. Llegaría luego un segundo período donde el teatro invadiría la pantalla, y así el sonido destruiría al montaje, ya que no se produciría un efecto "fragmento a fragmento", sino mediante la completa unión de éstos.
Para ellos, sólo la utilización del sonido en modo de contrapunto respecto a un fragmento visual, ofrecería nuevas posibilidades para perfeccionar el montaje. Las primeras experiencias con el sonido debían no coincidir con las imágenes visuales; solo así se produciría la creación de un nuevo contrapunto orquestal de imágenes visuales y sonoras.
Aun así, el nuevo descubrimiento, con un apropiado uso como elemento del montaje, ayudaría a expresar y resolver los problemas con los que el cine tropezaba en ese momento, por ejemplo el uso de los subtítulos,  que sobrecargaban la imagen y retrasaban el ritmo. Lo que hasta en ese entonces había sido imposible de erradicar con elementos únicamente visuales.
El método de contrapunto sugerido en el manifiesto, aplicado en la película sonora, no alteraría de ninguna forma el carácter internacional del cine, sino que al contrario, realzaría su significado y su fuerza cultural. El film se expandiría de sus límites nacionales y las ideas podrían ser expresadas mediante el cine en un alcance aún mayor que en el de aquel entonces.
En la película Alejandro Nevski, el director Serguéi Eisenstein, en colaboración con Serguéi Prokófiev, pone en práctica el método de contrapunto mencionado en el manifiesto.

## Llegada del sonido
La productora Warner Brothers implementa la invención del ingeniero Lee de Forest, quien había inventado la válvula amplificadora tríodo, que amplificaba el sonido al nivel de la exigencia de salas de grandes dimensiones. Entre 1926 y 1927 se produjeron una serie de películas sonoras, como El cantante de jazz, que tuvieron un gran éxito en el público.
La implantación del cine sonoro duplicó en poco tiempo el número de espectadores e introdujo cambios revolucionarios en la técnica y la expresión cinematográfica. Estos cambios fueron negativos al principio ya que esta novedad significó una regresión al teatro. En vez de sugerir metafóricamente o inventar fórmulas visuales que articulen un relato, empezó a decirse todo y a perderse la exigencia expresiva que demandaba el cine mudo. Cantando bajo la lluvia es una película que ejemplifica esta etapa en el cine.
Un cambio drástico sucedió en los elencos actorales. Basados esencialmente en la mímica y el sex appeal, muchas figuras tropezaron con obstáculos insuperables ante el surgimiento del cine sonoro. Comenzó a ser necesaria la capacidad de comprensión del texto y aptitudes dramáticas para verterlo convincentemente en frases. Asimismo se requería de un instrumento vocal adecuado. Muchos actores llegaron al fin de su carrera debido a esta situación.
Otro de los problemas fue que la cámara era ruidosa. Había que encerrarla en blindajes insonorizados, que eran pesados y difíciles de mover, y eso hizo que se retrocediera a la rigidez e inmovilidad del histórico teatro filmado. El ritmo de los encuadres se vio frenado por la sujeción a interminables canciones o diálogos.

## Otras respuestas al sonido en el cine
- Charles Chaplin declaró que las talkies (películas sonoras) habían matado al arte de la pantomima.[2]
- René Clair dijo: «Lo que nos asusta no es el cine hablado, sino el deplorable uso que nuestros industriales van a hacer de él».
- Rudolf Arnheim dio coherencia doctrinal al arte del cine mudo, al señalar que el arte nace precisamente de las limitaciones técnicas que obligan a deformar la representación de la realidad. Para él, las posibilidades expresivas del cine nacían de las siguientes limitaciones: Limitación de la superficie por el marco rectangular de la pantalla; abolición de volúmenes y profundidad por la superficie plana de la pantalla; ausencia del color, abolición de la continuidad espacial y temporal por el montaje, y abolición del mundo sensible no óptico: sonido, color, etc. El cine sonoro, a color y en relieve es, simplemente, el teatro.[3]